# Pycnarmon diaphana
Pycnarmon diaphana là một loài bướm đêm trong họ Crambidae.